# Abdeslem Benabdellah
Abdeslem Benabdellah, riportato anche come Abdesslam (Arzew, 12 gennaio 1964), è un ex calciatore ed ex giocatore di calcio a 5 algerino.

## Carriera
Con la Nazionale maschile di calcio a 5 dell'Algeria ha disputato il FIFA Futsal World Championship 1989 nel quale la nazionale nordafricana si è fermata al primo turno, affrontando Paesi Bassi, Paraguay e Danimarca.